# Biológiai biztonság

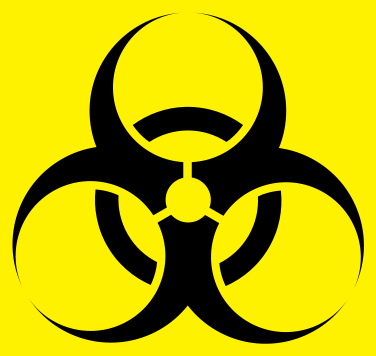
A biológiai kockázat nemzetközileg egységes szimbóluma.

A biológiai biztonság (röviden biobiztonság vagy biosecurity) azon intézkedések (jogszabályok, politikai döntések, kezelési útmutatók stb.) együttese, amelyek az ember és a mezőgazdasági állat- és növényállományok életét vagy egészségét fenyegető biológiai veszélyek megelőzését vagy elhárítását szolgálják. E tevékenység főként az ember által véletlenül (például laboratóriumi baleset) vagy szándékosan (például bioterrorizmus) kiváltott járványok megelőzését szolgálja, hogy ezzel megelőzze a potenciális közegészségügyi, gazdasági, vagy környezeti károkat.

## Részterületek
- élelmiszerbiztonság
- ivóvíz biztonság
- környezetbiztonság
- járványbiztonság

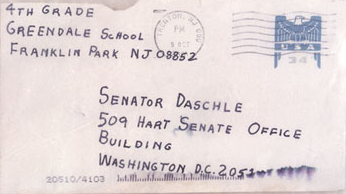
Tom Daschle demokrata párti szenátornak 2001 októberében küldött anthrax levél borítéka. A postahivatal két dolgozója, Joseph Curseen és Thomas Morris meghalt a küldemények rendezése során belélegzett spóráktól.

- biológiai laboratóriumok munkabiztonsága (vagy biosafety)
- bioterror elhárítás
- katonaorvosi tevékenység biológiai fegyverek háborús alkalmazása esetén

## Biológiai laboratóriumok munkabiztonsága (biosafety)
A világ egyik legnagyobb mikrobiológiai törzsgyűjteménye, az American Type Culture Collection (ATCC) a mikroorganizmusokat és a velük kapcsolatos termékeket a szállításuknál és kezelésüknél megkövetelendő biológiai biztonsági szintjük - biosafety level (BSL) - szerint osztályozta, és az általuk képviselt kockázat szerint 4 osztályba sorolta azokat. 
Biológiai biztonsági szintek (Biosafety Levels, 2002)
- BSL-1:	Biológiai hatóanyagok, melyek ismereteink szerint nem, vagy csak igen kis mértékű potenciális kockázatot jelentenek a velük foglalkozó személyekre és a környezetre.
- BSL-2:	Biológiai hatóanyagok, amelyek mérsékelt potenciális kockázatot jelentenek a személyekre és a környezetre nézve.
- BSL-3:	Biológiai hatóanyagok, amelyek potenciálisan komoly, vagy életveszélyes betegségeket okozhatnak. Ezek a hatóanyagok a levegővel is terjedhetnek.
- BSL-4:	Veszélyes és különleges biológiai hatóanyagok, amelyek a legnagyobb kockázatot jelentik a személyekre és a környezetre nézve. Általában halálos fertőzést okoznak.

## Különös veszélyek
A biobiztonság növelésének kiemelt célpontjai a fejlett technológiát (molekuláris biotechnológia, szintetikus biológia, bioinformatika) alkalmazó laboratóriumok. Ezek az intézmények ugyanis képesek különösen veszélyes kórokozók alkotására.
Lehetséges például pusztító baktérium fajok genetikai állományához hozzáadni gyógyszerek elleni rezisztenciát biztosító géneket, ahogyan például a szovjet-orosz biológiai fegyverprogramban történt (Alibek & Handelman 1999).
Szintén lehetséges két különböző, egyaránt pusztító baktérium fajok genetikai állományát keverve chimaera kórokozót létrehozni, mely számos szempontból nehezebben elhárítható járványokat hozhat létre. Erre ugyancsak volt példa a szovjet-orosz biológiai fegyverprogramban történetében (Alibek & Handelman 1999).
A közelmúltban vált lehetségessé az emberi történelem legpusztítóbb járványait okozó, de mára már kihalt vírusok újra-alkotására is.
Elsőként a járványos gyermekbénulás vírusát sikerült szintetizálni (Cello et al. 2002) egy olyan munkában, mely során bárki által az interneten át beszerezhető genetikai információkat és postán rendelt alapanyagokat és biotechnológiai szolgáltatásokat használtak fel. Ez a vírus a világ sok országában ma is pusztít, és a szintetikus változat a természetesnél kisebb patogenitást mutatott az állatkísérletekben, ezért sokan ezt a munkát csak egyfajta veszélyre figyelmeztető jelzésként értelmezték.
Néhány évvel később azonban elkészült az emberi történelem valaha volt legpusztítóbb járványát okozó vírus, a spanyolnátha (az A típusú influenza H1N1 altípusának egyik törzse) szintetikus változata (Taubenberger et al. 2007; Tumpey et al. 2007). Ez a kórokozó mintegy 20-50 millió embert irtott ki 1918-19 során, majd spontán kihalt (összehasonlításul: az 1914-18 közt zajló első világháború mintegy 10 millió áldozatot követelt). Kobasa et al. (2007) hamarosan megmutatta, hogy a szintetikus vírus ugyanolyan gyors citokin-sokk kiváltása által öli meg a kísérleti majmokat, mint annak idején a természetes spanyolnátha vírus tette az emberek millióival.
Az ilyesfajta tudományos kutatások mindig ellentmondásos visszhangot váltanak ki. E munkákat szerzőik a védelmi igényekkel indokolják, és egy felkészült járványvédelemhez valóban szükséges a kórokozó alapos ismerete. Mások ezt ellenzik, mert szerintük az ilyen kutatások több veszélyt okoznak, mint amennyit elhárítanak.